# Гура-Веїй (комуна)
Гура-Веїй (рум. Gura Văii) — комуна у повіті Бакеу в Румунії. До складу комуни входять такі села (дані про населення за 2002 рік):
- Гура-Веїй (2760 осіб)
- Думбрава (1330 осіб)
- Капета (400 осіб)
- Моточешть (194 особи)
- Пелтіната (542 особи)
- Темелія (900 осіб)

Комуна розташована на відстані 212 км на північ від Бухареста, 33 км на південь від Бакеу, 114 км на південний захід від Ясс, 132 км на північний захід від Галаца, 116 км на північний схід від Брашова.

## Населення
За даними перепису населення 2002 року у комуні проживали 6126 осіб.
Національний склад населення комуни:
| Національність | Кількість осіб | Відсоток |
| -------------- | -------------- | -------- |
| румуни         | 5314           | 86,7%    |
| цигани         | 811            | 13,2%    |
| німці          | 1              | < 0,1%   |

Рідною мовою назвали:
| Мова      | Кількість осіб | Відсоток |
| --------- | -------------- | -------- |
| румунську | 5342           | 87,2%    |
| циганську | 783            | 12,8%    |
| німецьку  | 1              | < 0,1%   |

Склад населення комуни за віросповіданням:
| Релігія            | Кількість осіб | Відсоток |
| ------------------ | -------------- | -------- |
| православні        | 5843           | 95,4%    |
| римо-католики      | 154            | 2,5%     |
| адвентисти         | 92             | 1,5%     |
| п'ятдесятники      | 23             | 0,4%     |
| греко-католики     | 6              | 0,1%     |
| старообрядці       | 4              | 0,1%     |
| не вказали релігію | 4              | 0,1%     |